# Tisza

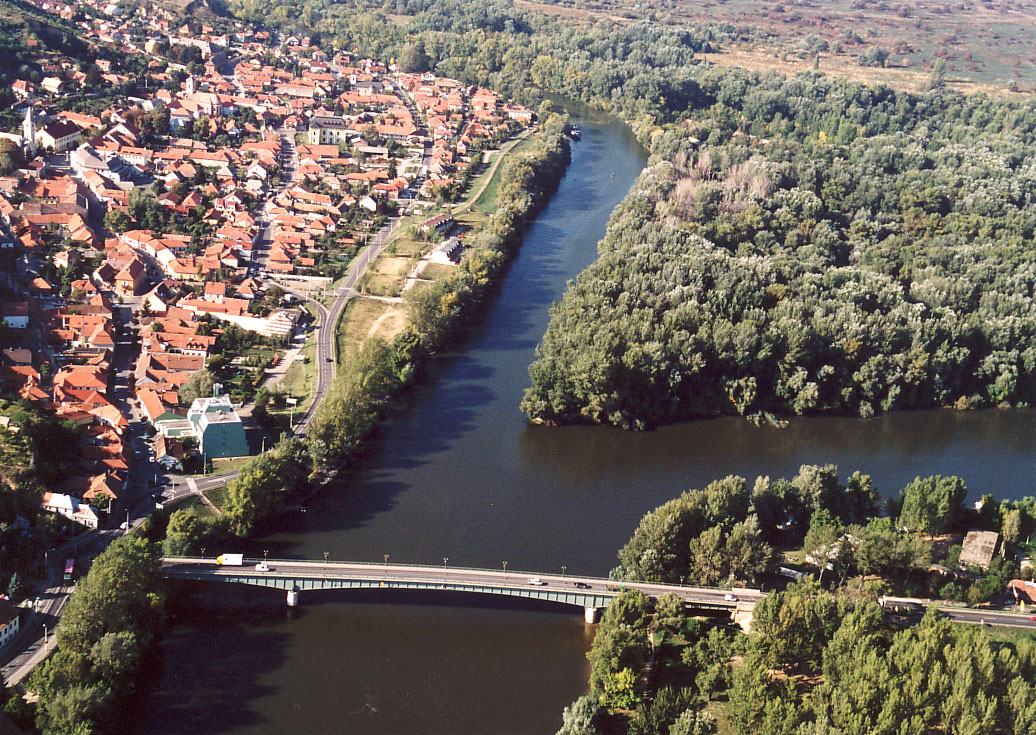
On el Bódroh entra al Tyssa, ja a Hongria, a la ciutat de Tokaj (Tokai).

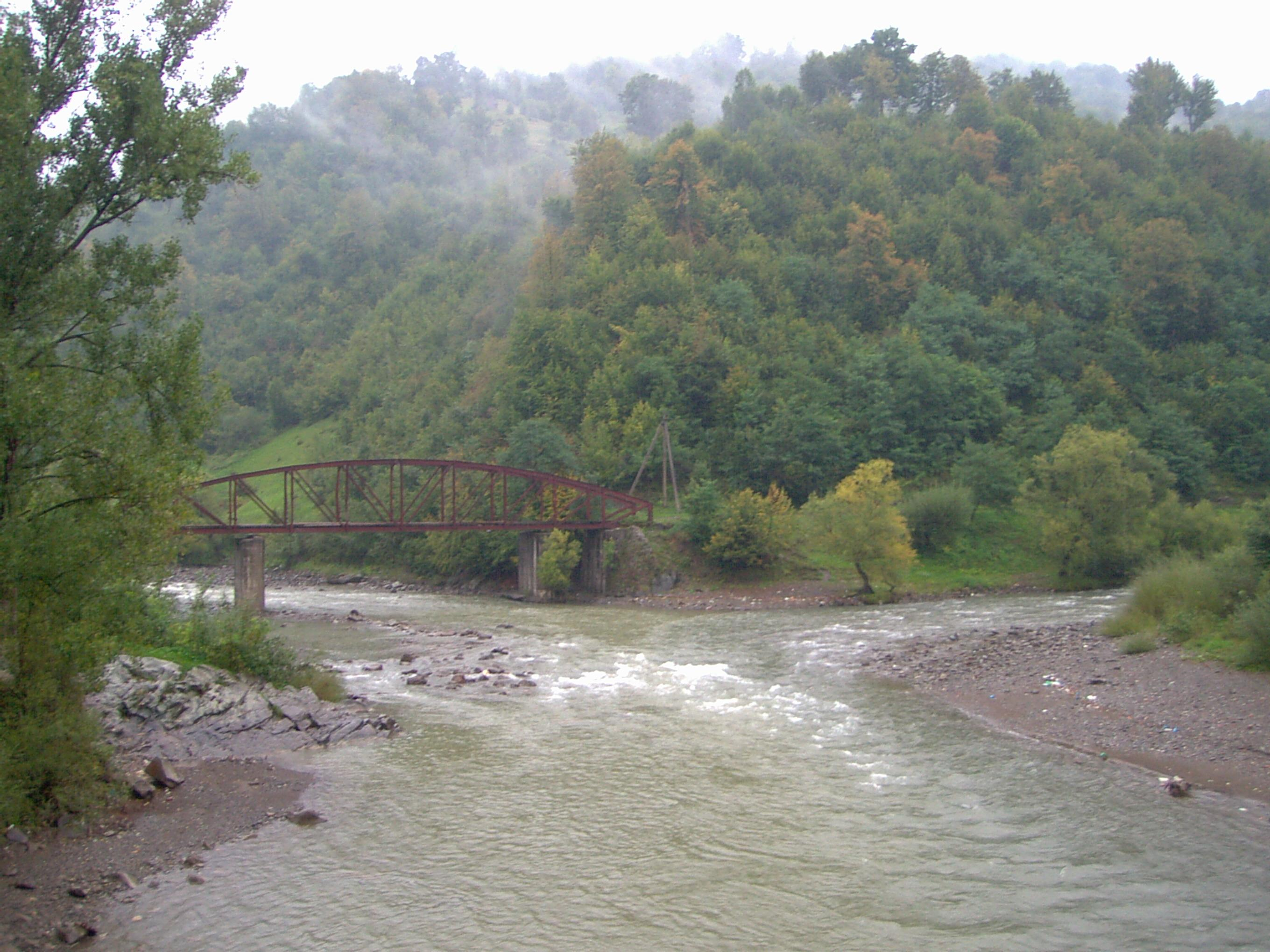
El Tisza o Tyssa al seu naixement, l'aiguabarreig del Tyssa Negre i el Tyssa Blanc, prop de Ràkhiv, Transcarpàcia, Ucraïna

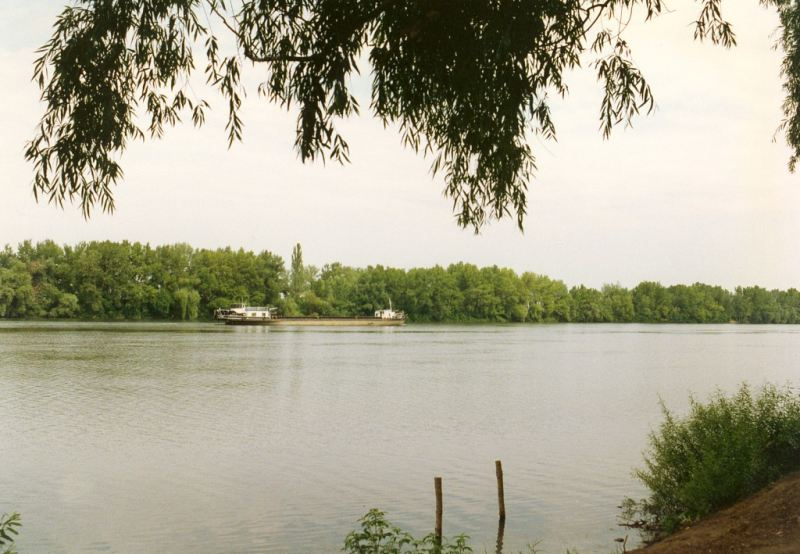
El Tisza al sud de Tokai (Tokaj), Hongria

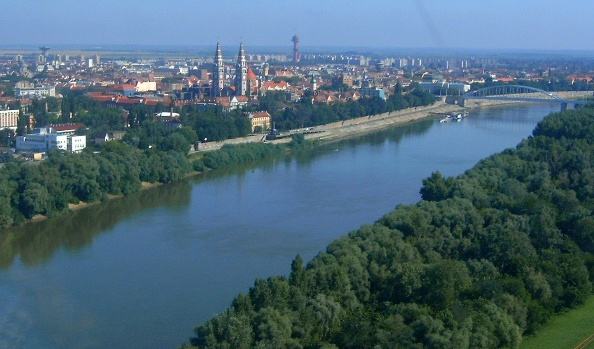
El riu Tisza a Szeged, Hongria

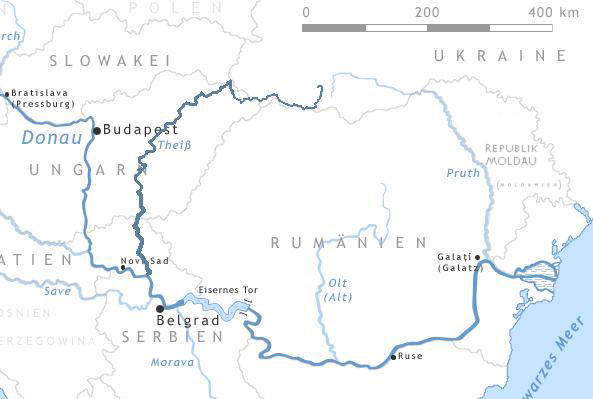
Plànol del riu Tisza i del Danubi (en alemany)

El riu Tisza (en hongarès: Tisza; en romanès, serbi i eslovac: Tisa, en ucraïnès: Тиса, que es transcriu del ciríl·lic com a Tyssa; en alemany: Theiß o Theiss) és el principal afluent esquerre del Danubi a més a més d'un dels principals d'Europa. Neix a Ucraïna, a la confluència o aiguabarreig dels rius Tyssa Negre i Tyssa Blanc, als Carpats prop de Ràkhiv o Rakhovo, a l'óblast de Transcarpàcia, i passa pels estats d'Ucraïna, Romania (a la frontera), Hongria, Eslovàquia (a la frontera), Hongria de nou, i Sèrbia, que és on desemboca al Danubi. Forma part de la frontera entre Ucraïna i Romania, entre Ucraïna i Hongria i entre Eslovàquia i Hongria. Té un recorregut de 1419 km de llarg, principalment per l'Alföld o Gran Plana Hongaresa, la qual cosa afavoreix la poca velocitat de les seves aigües i la formació de llacs i d'un traçat sinuós.
El 15 de febrer de 2000 un abocament de cianur, mercuri i altres metalls pesants va matar més del 80 per cent de la vida del riu Tisza. L'abocament es va originar a Romania, prop de la ciutat fronterera d'Oradea (o Nagyvárad en hongarès), quan una represa de la mina d'or de Baia Marese es va desbordar, abocant el cianur als corrents fluvials propers.